# Jakkanaikankoppa, Hangal
Jakkanaikankoppa là một làng thuộc tehsil Hangal, huyện Haveri, bang Karnataka, Ấn Độ.